# Mike MacDonald
Michael Allan MacDonald (Metz, Franciaország, 1954. június 21. – Ottawa, Ontario, 2018. március 17.) kanadai stand-up komikus, színész.

## Filmjei
- The Mystery of the Million Dollar Hockey Puck (1975)
- The Funny Farm (1983)
- Alsófertály tábor (Oddballs) (1984)
- Loose Screws (1985)
- Recruits (1986)
- Mr. Nice Guy (1987)
- Három szökevény (Three Fugitives) (1989)
- Mosquito Lake (1989, tv-sorozat)
- Diótörő (The Nutcracker Prince) (1990, hang)
- Super Dave's Vegas Spectacular (1995, tv-sorozat)
- Egyszer a Kék Holdon (Once in a Blue Moon) (1995)
- The Rogers' Cable (1998, rövidfilm)
- Soother (2001, rövidfilm)
- The Ripping Friends (2001–2002, tv-sorozat, hang, 13 epizódban)
- Comedy Night in Canada (2003, tv-film)
- Ren & Stimpy 'Adult Party Cartoon' (2003, tv-sorozat, hang, egy epizódban)
- Chasing Robert (2007)
- The Bend (2011)